# اما داناهیو
اما داناهیو (به انگلیسی: Emma Donoghue) (زادهٔ ۲۴ اکتبر ۱۹۶۹ در دوبلین) نمایش‌نامه‌نویس، تاریخ‌نگار ادبی و رمان‌نویس ایرلندی مقیم کانادا است. کتاب اتاق داناهیو که در سال ۲۰۱۰ انتشار یافت، به فینال جایزهٔ ادبی من بوکر راه یافت
و به اثری پرفروش در سطح جهان بدل گردید. در سال ۱۹۹۵ نیز رمان «باشلق» وی، برندهٔ جایزهٔ کتاب استون‌وال شد و رمان دیگرش اسلمرکین در سال ۲۰۰۰ برندهٔ جایزهٔ فررو-گروملی در زمینهٔ ادبیات لزبینی گردید. آخرین مجموعهٔ داستان کوتاه وی، با عنوان «موضوعات حساس» در سال ۲۰۰۶ منتشر گردید.

## زندگی‌نامه
اما داناهیو در سال ۱۹۶۹ در دوبلین، جزیرهٔ ایرلند به دنیا آمد. او کوچک‌ترین فرزند از هشت فرزند خانواده بوده و پدرش، دنیس داناهیو، منتقد ادبی آکادمیک است. داناهیو دارای مدرک دکترای زبان انگلیسی از دانشگاه گرتون کالج کمبریج می‌باشد. اقامتش در کمبریج و حضور در فعالیت‌های مشترک زنانه در آنجا، دست‌مایه خلق مجموعه داستان‌های کوتاه وی با نام «خوش‌آمدید» گردید. پایان‌نامهٔ داناهیو نیز، بر پایهٔ روابط میان زنان و مردان در ادبیات عامهٔ سده ۱۸ میلادی است.
هنگامی که داناهیو در کمبریج حضور داشت، با شریک زندگی آینده‌اش، «کریستین رولستون» کانادایی آشنا گردید که هم‌اکنون استاد مطالعات فرانسه و زنان در دانشگاه منطقهٔ غرب انتاریو است. از سال ۱۹۹۸ داناهیو و رولستون برای همیشه به کانادا نقل مکان کردند و در سال ۲۰۰۴ نیز به داناهیو، شهروند کانادایی اعطا گردید. او هم‌اکنون در لندن و انتاریو، به اتفاق رولستون و دو فرزندش زندگی می‌کند.

## آثار به فارسی
- اتاق، علی قانع، تهران: نشر آموت، پاییز ۱۳۹۰[۱۱]
- اتاق، محمد جوادی، (ویراستار:) اعظم کیان‌افزار، تهران: نشر افراز، پاییز ۱۳۹۰[۱۲]
- اتاق، علی منصوری، تهران: نشر روزگار، پاییز ۱۳۹۲[۱۳]
- اتاق، حکیمه مردانی، تهران: امیرکبیر، ۱۳۹۳
- شگفتی، مهسا خراسانی، نشر ستاک، ۱۳۹۶

## مطالعهٔ بیشتر
- Irish Writers on Writing featuring Emma Donoghue. Edited by Eavan Boland (Trinity University Press, 2007).

## پی‌نوشت
1. ↑  Pronounce Emma Donoghue in English. Forvo.com. 2010-10-29
2. ↑  «Man Booker Prize 2010 shortlist announced: Man Booker Prize news». بایگانی‌شده از اصلی در ۲ فوریه ۲۰۱۶. دریافت‌شده در ۱۷ دسامبر ۲۰۱۱.
3. ↑  "Stonewall Book Awards List". American Library Association.
4. ↑  "Awards". publishingtriangle.org. Publishing Triangle. Retrieved 2 October 2014.
5. ↑  Donoghue, “About Emma Donoghue”, Official website.
6. ↑  Stoffman, Writer has a deft.
7. ↑  Donoghue, “About Emma Donoghue”, Official website.
8. ↑  "Emma Donoghue — Writings". emmadonoghue.com. Archived from the original on 4 March 2016. Retrieved 14 January 2016.
9. ↑  Richards, Linda (November 2000). "Interview". January Magazine. Retrieved 5 October 2009.
10. ↑  McEvoy, Marc. "Interview: Emma Donoghue".
11. ↑  داناهیو و  قانع، اتاق.
12. ↑  داناهیو و  جوادی، اتاق.
13. ↑  داناهیو و  منصوری، اتاق.

- https://web.archive.org/web/20130210023556/http://www.orangeprize.co.uk/prize.html